# 丽清口岸
13°46′10″N 107°30′02″E / 13.769483°N 107.500626°E
丽清国际口岸，另译丽青国际口岸，是越南嘉萊省德基县亚容社的一个边境口岸。该口岸的国门工程长度为46米、宽度18米、高度33米，投资总经费超过210亿越盾，建筑风格为“泷屋”。
该口岸与柬埔寨腊塔纳基里省奥雅达县的奥雅达口岸相接。